# Lovelyz8
《Lovelyz8》는 대한민국의 걸 그룹 러블리즈의 첫 번째 미니 앨범이다.

## 발매 과정
8월 27일 티저 이미지를 공개하였으며, Lovelyz8라는 이름을 표기함으로써 8인 체제로 컴백함을 암시하였다. 8월 28일부터 개인 티저 이미지를 공개하였다. 9월 7일 공식 홈페이지와 SNS를 통해서 단체 티저 이미지를 공개하였으며, 선공개 싱글의 발표를 알렸고, 9월 14일에 선공개 싱글인 〈작별하나〉가 발매되었다. 9월 21일 트랙 리스트가 공개되었으며, 9월 23일 타이틀곡 〈Ah-Choo〉의 뮤직비디오 티저 영상을 공개하였고, 9월 28일 음원 전곡 프리뷰 영상이 공개되었다. 10월 1일 각종 음원사이트를 통해서 전곡이 공개되었다.

## 수록곡
| #            | 제목                        | 작사            | 작곡            | 편곡            | 재생 시간 |
| ------------ | --------------------------- | --------------- | --------------- | --------------- | --------- |
| 1.           | 〈Welcome to the Lovelyz8〉 |                 | Coach & Sendo   | Coach & Sendo   | 1:31      |
| 2.           | 〈Ah-Choo〉                 | 서지음          | OnePiece        | OnePiece        | 3:38      |
| 3.           | 〈작별하나〉                | Sweetch, 오레오 | Sweetch, 오레오 | Sweetch, 오레오 | 3:14      |
| 4.           | 〈Hug Me〉                  | J.Yoon          | J.Yoon          | J.Yoon          | 3:44      |
| 5.           | 〈예쁜 여자가 되는 법〉     | 이지린          | 이지린          | 이지린          | 3:15      |
| 6.           | 〈새콤달콤〉                | Super Market    | Super Market    | Super Market    | 3:32      |
| 7.           | 〈라푼젤〉                  | 이윤재, 이정표  | 이윤재, 이정표  | 이윤재, 이정표  | 3:26      |
| 총 재생 시간 | 총 재생 시간                | 총 재생 시간    | 총 재생 시간    | 총 재생 시간    | 22:20     |